# Ognissanti (Firenze)
A Chiesa di Ognissanti (röviden Ognissanti, magyarul Mindenszentek-templom) az olaszországi Firenzében található templom. A 13. század közepén alapították olyan szerzetesek részére, akik gyapjú-kikészítéssel és szövés-fonással foglalkoztak. A középkorban annak a térnek a helyén, ahol ma ez a templom áll gyapjúfeldolgozó üzemek voltak. A templom és a mellette álló kolostor eredetileg sokkal díszesebb volt, mai barokk formáját a 16-17. századi átépítések után kapta, eredeti duecento hangulatát csak a harangtorony őrzi.
A templom főkapuja felett egy dombormű látható, ami Mária megkoronázását ábrázolja. Ezt a művet korábban a della Robbia-család művészeinek tulajdonították, de újabb vélemények szerint Benedetto Buglioni készítette. A belső tér egyhajós, kereszthajóval. Legszebb dísze Giotto Ognissanti Madonnája volt, de az ma már az Uffizi képtárban látható.
A templomban látható Domenico Ghirlandaio egy öregkori festménye az egyik oltáron, ami az Irgalmas Madonnát ábrázolja. A kép a Vespucci-család megrendelésére készült, a család tagjai láthatóak a képen, amint a Madonna előtt térdelnek. A Máriától balra lévő fiatal fiú állítólag maga Amerigo Vespucci. Ugyanezen a képen a Mária bal keze alatt térdelő nő Simonetta Cattaneo, aki egyrészt Giuliano de’ Medici szerelme volt, másrészt Botticelli Tavasz és Vénusz születése című képeinek a modellje. Az oltár előtti kőlap takarja a Vespucci-család kriptáját. A kőlapot Amerigo nagyapja készítette 1471-ben. A harmadik és negyedik oltár között látható Botticelli festménye, ami Szent Ágostont ábrázolja. Vele szemben van Ghirlandaio képe Szent Jeromosról.
A templom jobb oldali kereszthajójának az egyik kápolnájában van Botticelli sírja. Egy másik kápolnában Napóleon nővérének, Murat feleségének, Carolina Bonapartének a sírja van. A sekrestye fafeszületét egy 15. századi lengyel művész, Vit Stwosz készítette, a freskók részben Giotto iskolájából származnak.
A templom mellett található a kolostor, aminek a refektóriumában látható Ghirlandaio Utolsó vacsora című műve. Az 1966-os firenzei árvíz során a templom és a kolostor belül majdnem 3 méter magasságig víz alá került, ekkor a restaurálás idejére több freskót leválasztottak a falról és a refektóriumba szállították őket. A kolostor udvara Michelozzo stílusában készült.

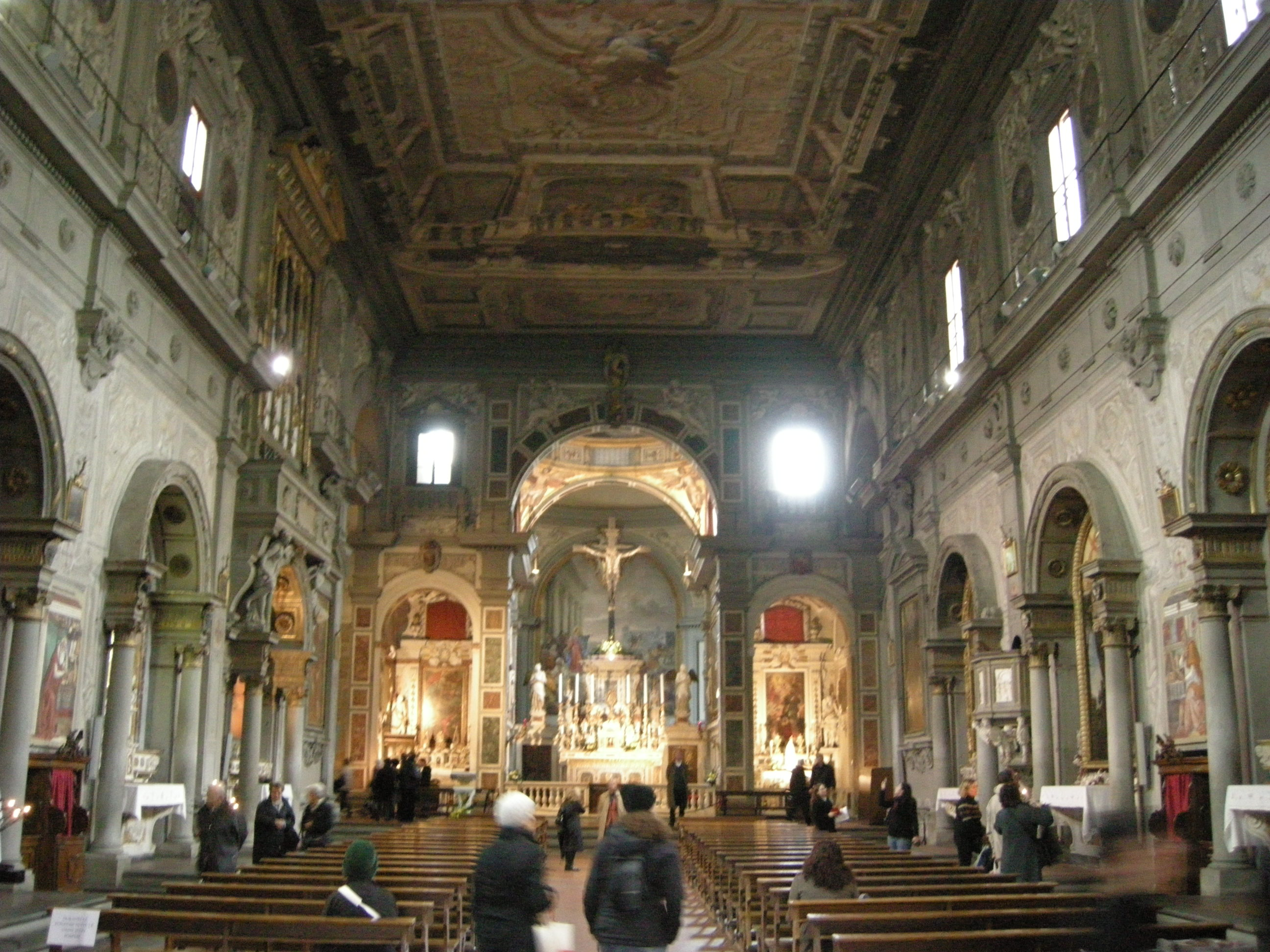
A templom belseje
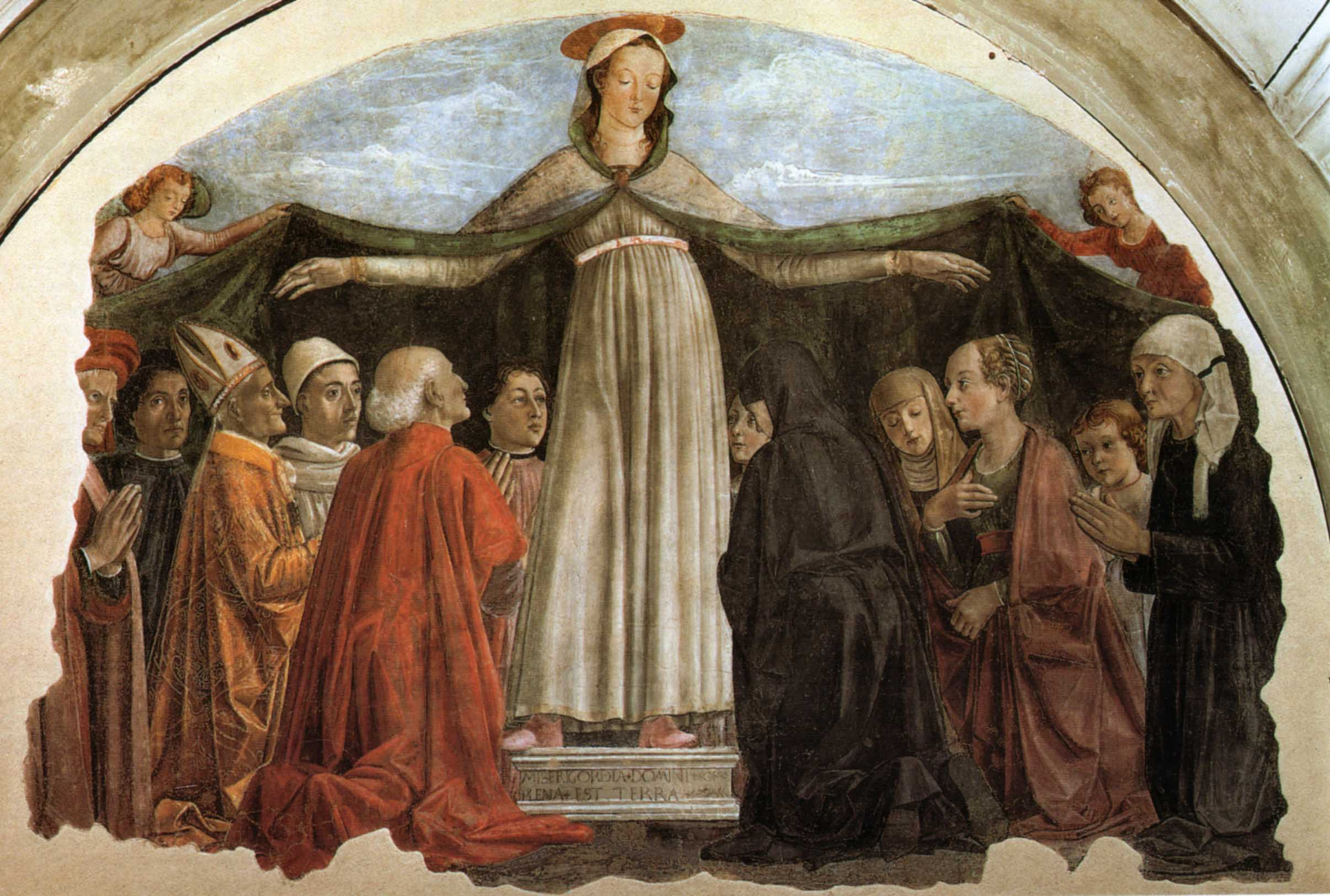
Irgalmas Madonna (Ghirlandaio)
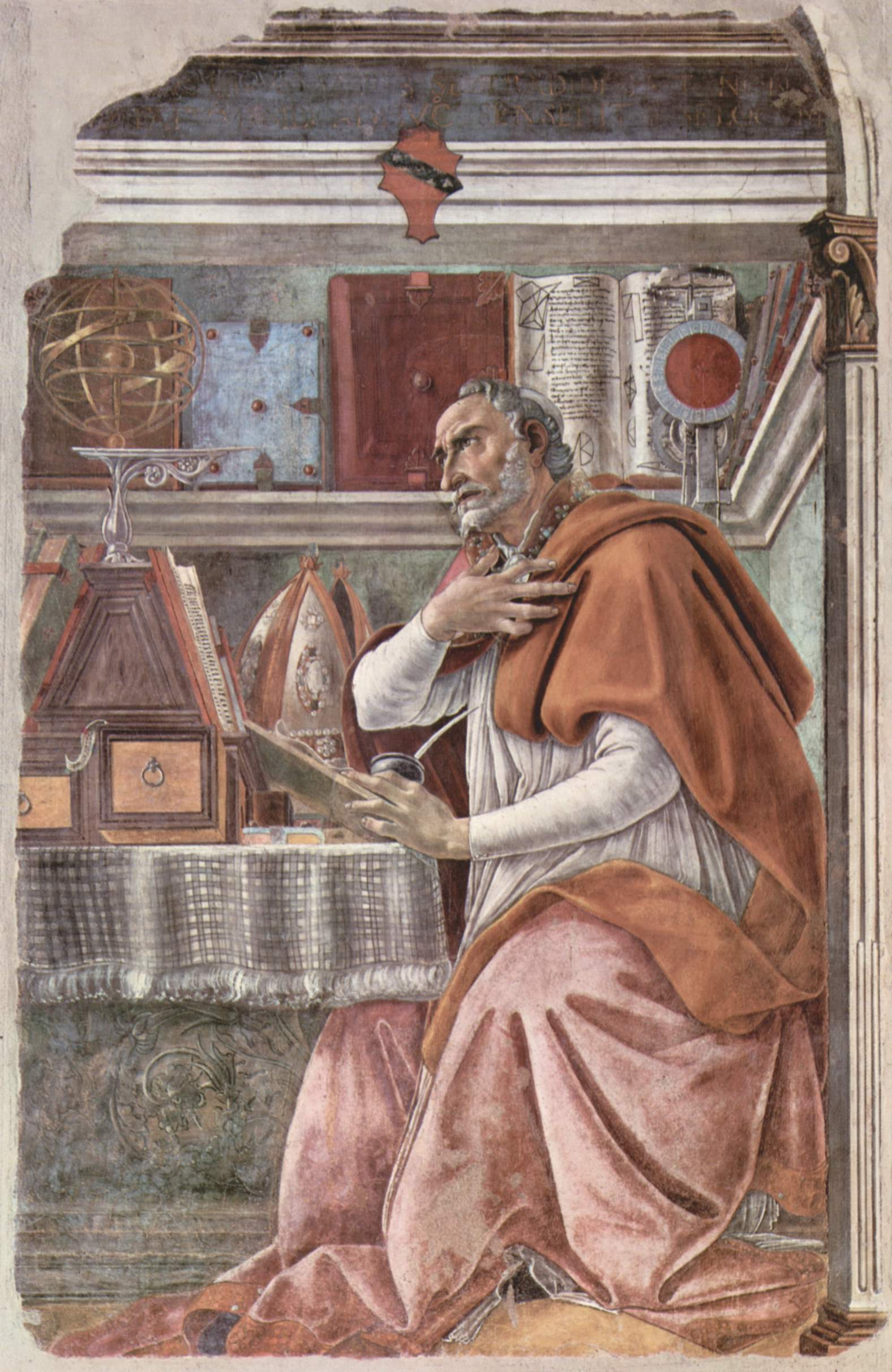
Szent Ágoston (Botticelli)